# Senad Lulić
Senad Lulić, född den 18 januari 1986 i Mostar, Jugoslavien (nuvarande Bosnien-Hercegovina), är en bosnisk före detta fotbollsspelare. Lulić spelade framförallt som vänstermittfältare, men kunde även användas som vänsterback.

## Klubbkarriär
Lulić flydde med sin familj från Bosnien till Schweiz som barn och slog igenom i den schweiziska ligan, där han hjälpte Bellinzona till uppflyttning, och därefter spelade för Grasshoppers och Young Boys.
Sommaren 2011 flyttade Lulić till Lazio, och trots ett skadefyllt år kunde han ta en ordinarie plats när han var frisk. Sammanlagt gjorde Lulić fyra mål i sin debutsäsong i italienska ligan, när Lazio slutade på en fjärde plats i tabellen.

## Landslagskarriär
Lulić är även schweizisk medborgare, men valde att representera sitt födelseland Bosnien-Hercegovina på landslagsnivå, där han debuterade 2008.